# Комашня
«Комашня́» («Муравейник–Комашня») — журнал-тижневик, що виходив 1912—1919 років у Києві. Друкований орган Київського союзу установ дрібного кредиту.

## Загальні відомості
Видавці — Київський союзбанк та Селянська спілка.
1912—1914 року журнал видавався українською і російською мовою. Під час Першої світової війни (1914—1916) видавати його українською мовою було заборонено і тижневик виходив російською мовою під назвою «Муравейник».
З 1917 тижневик «Комашня» друкував статті виключно українською мовою.
В журналі друкувались професійні пояснення стосовно кооперативної справи, інформаційні звіти, а також матеріали про відомих кооператорів.
Редакція працювала на вул. Інститутській, 3.

## Головний редактор
- 1912—1917 — Платон Доманицький
- 1917—1918 — Христофор Барановський

## Співробітники
Редактором журналу в 1916 році працював Павло Христюк. Відомий публіцист і кооператор Валентин Галевич також певний час був редактором тижневика. Серед працівників редакції був кооператор Микола Левицький.